# Jordan Rapp
Jordan Rapp (28 de julio de 1980) es un deportista estadounidense que compitió en triatlón. Ganó una medalla de oro en el Campeonato Mundial de Triatlón de Larga Distancia de 2011.

## Palmarés internacional
| Campeonato Mundial | Campeonato Mundial         | Campeonato Mundial | Campeonato Mundial |
| Año                | Lugar                      | Medalla            | Prueba             |
| ------------------ | -------------------------- | ------------------ | ------------------ |
| 2011               | Henderson (Estados Unidos) | Medalla de oro     | Individual         |